# Попушой, Анатолий Григорьевич
Анатолий Григорьевич Попушой (рум. Anatolie Popușoi; род. 3 апреля 1949, с. Циплешты, Сынжерейский район, Молдавская ССР, СССР) — молдавский агроном и политик. 

## Биография
Родился 3 апреля 1949 года. 
Окончил аграрный институт им. Фрунзе. До занятия политикой, работал агрономом в районных совхозах Кэлэраш и Новых Анен. С 1980 по 1996 год, занимал должность директора фабрики Izvorașul, Ново-Аненского района. 
Председатель Аграрной партии Молдовы с 2009 года. Бывший депутат Парламента Республики Молдова четырёх созывов (1990—1994; 1994—1998; 2009; 2009—2010).